# 부산 울산 경남 메가시티
부산 울산 경남 메가시티(부울경 메가시티)는 부산광역시, 울산광역시, 경상남도를 통합하여 출범하는 지역 행정 현안 사업이다.

## 같이 보기
- 부산광역시
- 울산광역시
- 경상남도
- 행정안전부